# Andaeschna andresi
Andaeschna andresi – gatunek ważki z rodziny żagnicowatych (Aeshnidae). Występuje na terenie Ameryki Południowej.